# Legislatura 2004-2008 (Camera Deputaților)
Această listă descrie componența Camerei Deputaților din România în legislatura: 2004-2008, în funcție de județul în care au candidat.

## Legislatura 2004-2008
| Nume și Prenume                          | Județ           | Partid      |
| ---------------------------------------- | --------------- | ----------- |
| Cornel Ștefan Bardan                     | Alba            | PDL         |
| Tiberiu Bărbulețiu                       | Alba            | PNL         |
| Cristian Valeriu Buzea                   | Alba            | PRM         |
| Radu Coclici                             | Alba            | PSD         |
| Vasile Emilian Cutean                    | Alba            | PSD         |
| Nicolae Popa                             | Alba            | PC          |
| Cornelia Ardelean                        | Arad            | PC          |
| Mihăiță Calimente                        | Arad            | PNL         |
| Bogdan Cantaragiu                        | Arad            | PDL         |
| Gheorghe Chiper                          | Arad            | PSD         |
| Traian Constantin Igaș                   | Arad            | PDL         |
| Andrei-Gheorghe Király                   | Arad            | UDMR        |
| Mihaela Vasil                            | Arad            | PDL         |
| Cristian Alexandru Boureanu              | Argeș           | PDL         |
| Ion Burnei                               | Argeș           | PSD         |
| Dragoș Petre Dumitriu                    | Argeș           | PRM         |
| Filip Georgescu                          | Argeș           | PSD         |
| Andrei Dominic Gerea                     | Argeș           | PNL         |
| Gheorghe Adrian Miuțescu                 | Argeș           | PNL         |
| Ion Mînzînă                              | Argeș           | PRM         |
| Alexandru-Octavi Stănescu                | Argeș           | PSD         |
| Constantin Tămagă                        | Argeș           | PSD         |
| Nicolae Bănicioiu                        | Bacău           | PSD         |
| Minodora Cliveti                         | Bacău           | PSD         |
| Olguța Cocrea                            | Bacău           | independent |
| Viorel Hrebenciuc                        | Bacău           | PSD         |
| Mircea Ifrim                             | Bacău           | PRM         |
| Ioan-Silviu Lefter                       | Bacău           | PNL         |
| Liviu Alexandru Miroșeanu                | Bacău           | PDL         |
| ?                                        | Bacău           | PNL         |
| Petru Gabriel Vlase                      | Bacău           | PSD         |
| Cătălin Voicu                            | Bacău           | PSD         |
| Valeriu-Victor Boeriu                    | Bihor           | PNL         |
| Ionela Bruchental-Pop                    | Bihor           | PDL         |
| Eduard Raul Hellvig                      | Bihor           | PNL         |
| Petru Lakatos                            | Bihor           | UDMR        |
| Paul Magheru                             | Bihor           | PRM         |
| Adrian-Miroslav Merka                    | Bihor           | UDSCR       |
| Claudiu Adrian Pop                       | Bihor           | PSD         |
| Cornel Popa                              | Bihor           | PNL         |
| Gheorghe Sârb                            | Bihor           | PDL         |
| Béla Sóki                                | Bihor           | UDMR        |
| Emil Radu Moldovan                       | Bistrița-Năsăud | PSD         |
| Ioan Oltean                              | Bistrița-Năsăud | PDL         |
| Viorel Pupeză                            | Bistrița-Năsăud | PC          |
| Ioan Aurel Rus                           | Bistrița-Năsăud | PRM         |
| Ioan Turc                                | Bistrița-Năsăud | PNL         |
| Ștefan Baban                             | Botoșani        | PRM         |
| Obuf Cătălin Ovidiu Buhăianu             | Botoșani        | PDL         |
| Liviu Câmpanu                            | Botoșani        | PNL         |
| Radu-Cătălin Drăguș                      | Botoșani        | PDL         |
| Doina Micșunica Drețcanu                 | Botoșani        | PSD         |
| Costică Macaleți                         | Botoșani        | PSD         |
| Mihai Adrian Mălaimare                   | Botoșani        | PNL         |
| Daniela Buruiană Aprodu                  | Brăila          | PRM         |
| Gabriel Sandu                            | Brăila          | PDL         |
| George Alin Teodorescu                   | Brăila          | PSD         |
| Mihai Tudose                             | Brăila          | PSD         |
| Horia Văsioiu                            | Brăila          | PDL         |
| Ioan Adam                                | Brașov          | PSD         |
| Adrian Ciocănea-Teodorescu               | Brașov          | PNL         |
| Constantin Făină                         | Brașov          | PNL         |
| Gheorghe Gabor                           | Brașov          | PNL         |
| Ioan Ghișe                               | Brașov          | PNL         |
| Gheorghe Augustin Eugen Nádudvary        | Brașov          | UDMR        |
| Constantin Niță                          | Brașov          | PSD         |
| Ioan Dumitru Puchianu                    | Brașov          | independent |
| Cristian Stănescu                        | Brașov          | PRM         |
| Ecaterina Andronescu                     | București       | PSD         |
| George Crin Laurențiu Antonescu          | București       | PNL         |
| Lucian Augustin Bolcaș                   | București       | PRM         |
| ?                                        | București       | PDL         |
| Anca-Daniela Boagiu                      | București       | PDL         |
| Costică Canacheu                         | București       | PDL         |
| Corneliu Ciontu                          | București       | PC          |
| Mircea Ciopraga                          | București       | PNL         |
| Anca Constantinescu                      | București       | PDL         |
| Liana Dumitrescu                         | București       | Minorități  |
| Zamfir Dumitrescu                        | București       | PSD         |
| Damian Florea                            | București       | PC          |
| Iuliu Ioan Furo                          | București       | PRM         |
| Cozmin Horea Gușă                        | București       | independent |
| Cristian Ilie                            | București       | PDL         |
| Valentin Adrian Iliescu                  | București       | PDL         |
| Rareș Șerban Mănescu                     | București       | PNL         |
| Dan Ștefan Motreanu                      | București       | PNL         |
| Rodica Nassar                            | București       | PSD         |
| Adrian Năstase                           | București       | PSD         |
| Bogdan Olteanu                           | București       | PNL         |
| Varujan Pambuccian                       | București       | Minorități  |
| Daniela Popa                             | București       | PC          |
| Călin Constantin Anton Popescu Tăriceanu | București       | PNL         |
| Dan Ioan Popescu                         | București       | PC          |
| Gheorghe Mirel Taloș                     | București       | PNL         |
| Aurel Vainer                             | București       | Minorități  |
| Aurelia Vasile                           | București       | PSD         |
| Mădălin Ștefan Voicu                     | București       | PSD         |
| Claudius Mihail Zaharia                  | București       | PDL         |
| Dragoș Zisopol                           | București       | UER         |
| ?                                        | București       | PDL         |
| Viorel Constantinescu                    | Buzău           | PDL         |
| Aurel Gubandru                           | Buzău           | PSD         |
| Costache Mircea                          | Buzău           | PC          |
| Cezar Florin Preda                       | Buzău           | PDL         |
| Adrian George Scutaru                    | Buzău           | PNL         |
| Octavian Știreanu                        | Buzău           | PSD         |
| Valeriu Alexandru Ungureanu              | Buzău           | PSD         |
| Stelian Fuia                             | Călărași        | PDL         |
| ?                                        | Călărași        | PDL         |
| Marian Sârbu                             | Călărași        | PSD         |
| Constantin Tudor                         | Călărași        | PDL         |
| Dan Dumitru Zamfirescu                   | Călărași        | PRM         |
| Valentin Samuel Boșneac                  | Caraș-Severin   | PNL         |
| Valentin Rusu                            | Caraș-Severin   | PDL         |
| Marius Iriza                             | Caraș-Severin   | PRM         |
| Ion Mocioalcă                            | Caraș-Severin   | PSD         |
| Mihai Radan                              | Caraș-Severin   | Minorități  |
| Ioan Țundrea                             | Caraș-Severin   | PC          |
| Daniel Buda                              | Cluj            | PDL         |
| Petru Călian                             | Cluj            | PDL         |
| Mircia Giurgiu                           | Cluj            | PRM         |
| Grațiela Denisa Iordache                 | Cluj            | PDL         |
| Sándor Kónya-Hamar                       | Cluj            | UDMR        |
| András-Levente Máté                      | Cluj            | UDMR        |
| Vasile Pușcaș                            | Cluj            | PSD         |
| Mircea Valer Pușcă                       | Cluj            | PNL         |
| Vasile Filip Soporan                     | Cluj            | PSD         |
| Horea Dorin Uioreanu                     | Cluj            | PNL         |
| Aledin Amet                              | Constanța       | Minorități  |
| Lucian Băluț                             | Constanța       | PSD         |
| Gheorghe Dragomir                        | Constanța       | PNL         |
| Stelian Duțu                             | Constanța       | PD          |
| Gelil Eserghep                           | Constanța       | PC          |
| Iusein Ibram                             | Constanța       | Minorități  |
| Mircea Teodor Iustian                    | Constanța       | PDL         |
| Eduard-Stelian Martin                    | Constanța       | PSD         |
| Alexandru Mazăre                         | Constanța       | PSD         |
| Andrian-Sirojea Mihei                    | Constanța       | PNL         |
| Laurențiu Mironescu                      | Constanța       | PDL         |
| Dan Constantin Coloros Mocănescu         | Constanța       | independent |
| Pál-Péter Haszmann                       | Covasna         | UDMR        |
| Árpád-Francisc Márton                    | Covasna         | UDMR        |
| Gergely Olosz                            | Covasna         | UDMR        |
| Petre Străchinaru                        | Covasna         | PDL         |
| Gheorghe Albu                            | Dâmbovița       | PDL         |
| Sergiu Andon                             | Dâmbovița       | PC          |
| Ion Dumitru                              | Dâmbovița       | PSD         |
| Ilie Merce                               | Dâmbovița       | PRM         |
| Gabriel Plăiașu                          | Dâmbovița       | PNL         |
| Victor Sanda                             | Dâmbovița       | PSD         |
| Ion Stan                                 | Dâmbovița       | PSD         |
| Iulian Vladu                             | Dâmbovița       | PDL         |
| Dan Horațiu Buzatu                       | Dolj            | PNL         |
| Diana Maria Bușoi                        | Dolj            | PDL         |
| Ion Călin                                | Dolj            | PSD         |
| Monalisa Găleteanu                       | Dolj            | PSD         |
| Iulian Claudiu Manda                     | Dolj            | PSD         |
| Tudor Mătușa                             | Dolj            | PRM         |
| Ion Sasu                                 | Dolj            | PRM         |
| Lia Olguța Vasilescu                     | Dolj            | PSD         |
| Mihai Alexandru Voicu                    | Dolj            | PNL         |
| Valeriu Ștefan Zgonea                    | Dolj            | PSD         |
| Iulian-Gabriel Bîrsan                    | Galați          | PDL         |
| Liviu Bogdan Ciucă                       | Galați          | PC          |
| Liviu Codârlă                            | Galați          | PDL         |
| Petru Lificiu                            | Galați          | PDL         |
| Aurel Nechita                            | Galați          | PSD         |
| Dan Nica                                 | Galați          | PSD         |
| Constantin Petrea                        | Galați          | PDL         |
| Emil Strungă                             | Galați          | PNL         |
| Levente Csaba Szekely                    | Galați          | UDMR        |
| Niculae Bădălău                          | Giurgiu         | PSD         |
| Dănuț Liga                               | Giurgiu         | PDL         |
| Tudor Tănăsescu                          | Giurgiu         | PSD         |
| Dragoș Ujeniuc                           | Giurgiu         | PNL         |
| Pantelimon Manta                         | Gorj            | PNL         |
| Marian Sorin Paveliu                     | Gorj            | PDL         |
| Victor-Viorel Ponta                      | Gorj            | PSD         |
| Petre Popeangă                           | Gorj            | PRM         |
| Marcel Laurențiu Romanescu               | Gorj            | PDL         |
| Ion Stoica                               | Gorj            | PDL         |
| István Antal                             | Harghita        | UDMR        |
| Ferenc Asztalos                          | Harghita        | UDMR        |
| Dezső-Kálmán Becsek-Garda                | Harghita        | UDMR        |
| Mircea Dușa                              | Harghita        | PSD         |
| Hunor Kelemen                            | Harghita        | UDMR        |
| Liviu Almășan                            | Hunedoara       | PC          |
| Gheorghe Barbu                           | Hunedoara       | PDL         |
| Ioan Cristea                             | Hunedoara       | PNL         |
| Gheorghe Firczak                         | Hunedoara       | UCRR        |
| Vasile Cosmin Nicula                     | Hunedoara       | PSD         |
| Ionica Constanța Popescu                 | Hunedoara       | PC          |
| Dan Radu Rușanu                          | Hunedoara       | PNL         |
| Ioan Timiș                               | Hunedoara       | PNL         |
| Dan Grigore                              | Ialomița        | PC          |
| Marian Hoinaru                           | Ialomița        | PDL         |
| Bogdan Pascu                             | Ialomița        | PC          |
| Alecsandru Știucă                        | Ialomița        | PSD         |
| Cristian Mihai Adomniței                 | Iași            | PNL         |
| Romeo Gheorghe Leonard Cazan             | Iași            | PSD         |
| Traian Dobre                             | Iași            | PNL         |
| Valer Dorneanu                           | Iași            | PSD         |
| Mihai Dumitriu                           | Iași            | PSD         |
| Vladimir Mircea Fârșirotu                | Iași            | PRM         |
| Relu Fenechiu                            | Iași            | PNL         |
| Vasile Mocanu                            | Iași            | PSD         |
| Petru Movilă                             | Iași            | PDL         |
| Gabriela Nedelcu                         | Iași            | PSD         |
| Anghel Stanciu                           | Iași            | PSD         |
| Mihail Vlasov                            | Iași            | PNL         |
| Gabriel Oprea                            | Ilfov           | PSD         |
| Costel Ovidenie                          | Ilfov           | PRM         |
| Florentina Marilena Toma                 | Ilfov           | PSD         |
| Sorin Gabriel Zamfir                     | Ilfov           | PNL         |
| Istvan Bonis                             | Maramureș       | UDMR        |
| Angela Buciu                             | Maramureș       | PRM         |
| Ștefan Buciuta                           | Maramureș       | UUR         |
| Ioan Buda                                | Maramureș       | PSD         |
| Petru Godja                              | Maramureș       | PSD         |
| Ioan Hoban                               | Maramureș       | PNL         |
| Radu Micle                               | Maramureș       | PNL         |
| Dan Sorin Mihalache                      | Maramureș       | PSD         |
| Elena Ehling                             | Mehedinți       | PDL         |
| Manuela Mitrea                           | Mehedinți       | PSD         |
| Eugen Nicolicea                          | Mehedinți       | PSD         |
| Mira Anca Victoria Mărculeț Petrescu     | Mehedinți       | PRM         |
| László Borbély                           | Mureș           | UDMR        |
| Attila Béla Ladislau Kelemen             | Mureș           | UDMR        |
| Károly Kerekes                           | Mureș           | UDMR        |
| Adrian Moisoiu                           | Mureș           | PRM         |
| Gheorghe-Eugen Nicolăescu                | Mureș           | PNL         |
| Marcela Lavinia Vâlcov-Șandru            | Mureș           | independent |
| Liviu Timar                              | Mureș           | PSD         |
| Pavel Todoran                            | Mureș           | PSD         |
| Adrian Alui-Gheorghe                     | Neamț           | PNL         |
| Ioan Bivolaru                            | Neamț           | PSD         |
| Răzvan-Petrică Bobeanu                   | Neamț           | PSD         |
| Iulian Iancu                             | Neamț           | PSD         |
| Ioan Munteanu                            | Neamț           | PSD         |
| ?                                        | Neamț           | PDL         |
| Dumitru Puzdrea                          | Neamț           | PDL         |
| Marius Rogin                             | Neamț           | PDL         |
| Dorinel Ursărescu                        | Neamț           | PNL         |
| Alexandru Ciocâlteu                      | Olt             | PDL         |
| Dumitru Gheorghe Mircea Coșea            | Olt             | PDL         |
| Marin Diaconescu                         | Olt             | PRM         |
| Renică Diaconescu                        | Olt             | PSD         |
| Florin Iordache                          | Olt             | PSD         |
| Cătălin Lucian Matei                     | Olt             | PSD         |
| Aurelian Pavelescu                       | Olt             | independent |
| Mihai Cristian Apostolache               | Prahova         | PSD         |
| William Gabriel Brânză                   | Prahova         | PDL         |
| Marin Constantin                         | Prahova         | PSD         |
| Grațiela-Leocadia Gavrilescu             | Prahova         | PNL         |
| Romeo Octavian Hanganu                   | Prahova         | independent |
| Ion Luchian                              | Prahova         | PNL         |
| Oana Manolescu                           | Prahova         | Minorități  |
| Nicolae Păun                             | Prahova         | Minorități  |
| Corneliu Popescu                         | Prahova         | PDL         |
| Marian Florian Săniuță                   | Prahova         | PSD         |
| Alexandri Nicolae                        | Prahova         | PNL         |
| Mihail Sirețeanu                         | Prahova         | PSD         |
| Horia-Victor Toma                        | Prahova         | PNL         |
| Marcu Tudor                              | Prahova         | PRM         |
| Filonaș Chiș                             | Sălaj           | PSD         |
| Cătălin Micula                           | Sălaj           | PNL         |
| Iuliu Nosa                               | Sălaj           | PSD         |
| Dénes Seres                              | Sălaj           | UDMR        |
| István Erdei-Dolóczki                    | Satu-Mare       | UDMR        |
| Liviu Alin Rusu                          | Satu-Mare       | PSD         |
| Mihaela Adriana Rusu                     | Satu-Mare       | PSD         |
| Ovidiu Ioan Silaghi                      | Satu-Mare       | PNL         |
| Attila Varga                             | Satu-Mare       | UDMR        |
| Ioan Cindrea                             | Sibiu           | PSD         |
| Ovidiu Victor Ganț                       | Sibiu           | FDGR        |
| Florina Ruxandra Jipa                    | Sibiu           | PSD         |
| Marcel Adrian Piteiu                     | Sibiu           | PDL         |
| Radu Podgorean                           | Sibiu           | PSD         |
| Cornel Știrbeț                           | Sibiu           | PDL         |
| Raluca Turcan                            | Sibiu           | PDL         |
| Mirela Elena Adomnicăi                   | Suceava         | PSD         |
| Romică Andreica                          | Suceava         | PDL         |
| Eugen Bejinariu                          | Suceava         | PSD         |
| Mircea Grosaru                           | Suceava         | ROAS.IT.    |
| Leonida Lari-Iorga                       | Suceava         | independent |
| Ghervazen Longher                        | Suceava         | UPR         |
| Tudor Mohora                             | Suceava         | PSD         |
| Dumitru Pardău                           | Suceava         | PDL         |
| ?                                        | Suceava         | PNL         |
| Ioan Stan                                | Suceava         | PSD         |
| Petru Tărniceru                          | Suceava         | PSD         |
| Eugen Uricec                             | Suceava         | PD          |
| Marin Almăjanu                           | Teleorman       | PNL         |
| Constantin Amarie                        | Teleorman       | PSD         |
| Dumitru Avram                            | Teleorman       | PRM         |
| Alexandru Mocanu                         | Teleorman       | PDL         |
| Tiberiu-Ovidiu Mușetescu                 | Teleorman       | PSD         |
| Teodor Nițulescu                         | Teleorman       | PC          |
| Petru Andea                              | Timiș           | PSD         |
| Ovidiu Brânzan                           | Timiș           | PSD         |
| Ștefan Glăvan                            | Timiș           | PC          |
| Slavomir Gvozdenovici                    | Timiș           | Minorități  |
| Radu Lambrino                            | Timiș           | PDL         |
| Niculae Mircovici                        | Timiș           | U.B.B.R.    |
| Viorel Oancea                            | Timiș           | PDL         |
| Octavian-Mircea Purceld                  | Timiș           | PRM         |
| Valeriu Tabără                           | Timiș           | PDL         |
| Tiberiu Toró                             | Timiș           | UDMR        |
| ?                                        | Timiș           | PNL         |
| Miron Ignat                              | Tulcea          | CRLR        |
| Vladimir Alexandru Mănăstireanu          | Tulcea          | PSD         |
| Bogdan Nicolae Niculescu-Duvăz           | Tulcea          | PSD         |
| Mircea Stănescu                          | Tulcea          | PSD         |
| ?                                        | Tulcea          | PRM         |
| Vasile Bleotu                            | Vâlcea          | PSD         |
| Dumitru Becșenescu                       | Vâlcea          | independent |
| Dumitru Dragomir                         | Vâlcea          | PRM         |
| Emilian Valentin Frâncu                  | Vâlcea          | PNL         |
| Petre Ungureanu                          | Vâlcea          | PDL         |
| Aurel Vlădoiu                            | Vâlcea          | PSD         |
| Dumitru Bentu                            | Vaslui          | PSD         |
| Vasile Butnaru                           | Vaslui          | PSD         |
| Vlad Gabriel Hogea                       | Vaslui          | PC          |
| Dan Mihai Marian                         | Vaslui          | PNL         |
| Cristian Rădulescu                       | Vaslui          | PDL         |
| Irinel Ioan Stativă                      | Vaslui          | PSD         |
| Florea Voinea                            | Vaslui          | PSD         |
| George Băeșu                             | Vrancea         | PSD         |
| Cristian Sorin Dumitrescu                | Vrancea         | PSD         |
| Daniel Ionescu                           | Vrancea         | PDL         |
| Doru Geany Bălan                         | Vrancea         | PSD         |
| Corneliu Momanu                          | Vrancea         | PDL         |
| Nini Săpunaru                            | Vrancea         | PNL         |

## Au încetat mandatul înainte de terminarea legislaturii
| Nume și Prenume           | Județ           | Partid     |
| ------------------------- | --------------- | ---------- |
| Mugurel Liviu Sârbu       | Alba            | PD         |
| Titu Nicolae Gheorghiof   | Arad            | PNL        |
| Daciana Octavia Sârbu     | Argeș           | PSD        |
| Mihai Nicolae Tănăsescu   | Argeș           | PSD        |
| Ionel Palăr               | Bacău           | PNL        |
| Valeriu Gheorghe          | Bacău           | PNL        |
| Augustin Zegrean          | Bistrița-Năsăud | PD         |
| Titus Corlățean           | Brașov          | PSD        |
| Ion Gonțea                | Brașov          | PDL        |
| Attila Kovacs             | Brașov          | UDMR       |
| Nicolae Bara              | București       | PDL        |
| Sotiris Fotopolos         | București       | Minorități |
| Monica Octavia Muscă      | București       | PNL        |
| Cosmin Gabriel Popp       | București       | PDL        |
| Romeo Marius Raicu        | București       | PD         |
| Ana Adriana Săftoiu       | București       | PD         |
| Adrian Severin            | București       | PSD        |
| Dorin-Liviu Nistoran      | Călărași        | PD         |
| Adina Ioana Vălean        | Călărași        | PNL        |
| Ionesie Ghiorghioni       | Caraș-Severin   | PDL        |
| Viorel Racoceanu          | Caraș-Severin   | PD         |
| Corneliu Ioan Dida        | Constanța       | PSD        |
| Árpád-András Antal        | Covasna         | UDMR       |
| Sándor Tamás              | Covasna         | UDMR       |
| Florin Aurelian Popescu   | Dâmbovița       | PDL        |
| Octavian-Claudiu Radu     | Dâmbovița       | PD         |
| Monica-Mihaela Știrbu     | Dâmbovița       | PNL        |
| Marian-Jean Marinescu     | Dolj            | PD         |
| Iosif Dan                 | Giurgiu         | PSD        |
| Monica Maria Iacob Ridzi  | Hunedoara       | PD         |
| Grigore Crăciunescu       | Iași            | PNL        |
| Marian Petrache           | Ilfov           | PNL        |
| Mircea Man                | Maramureș       | PDL        |
| Ștefan Tcaciuc            | Maramureș       | UUR        |
| Marius Bălu               | Mehedinți       | PDL        |
| Mihai Stănișoară          | Mehedinți       | PD         |
| Vasile Pruteanu           | Neamț           | PDL        |
| Roberta Alma Anastase     | Prahova         | PD         |
| Ion Preda                 | Prahova         | PNL        |
| Teodora Dorina Mihăilescu | Prahova         | PSD        |
| Adrian Emanuil Semcu      | Prahova         | PNL        |
| Ioan Mircea Pașcu         | Satu-Mare       | PSD        |
| Florin Nicolae Muntean    | Sibiu           | PDL        |
| Aurel Olărean             | Suceava         | PD         |
| Orest Onofrei             | Suceava         | PNL        |
| Mihai Sandu-Capră         | Suceava         | PNL        |
| Adriean Videanu           | Teleorman       | PD         |
| Cristian Silviu Bușoi     | Timiș           | PNL        |
| Nati Meir                 | Tulcea          | PRM        |
| Rovana Plumb              | Vâlcea          | PSD        |
| Gabriela Crețu            | Vaslui          | PSD        |
| Ion Giurescu              | Vaslui          | PSD        |
| Miron Tudor Mitrea        | Vrancea         | PSD        |